# Yvan Benedetti
Yvan Benedetti   (Illa de la Reunió, 16 de setembre de 1965) és un activista polític nacionalista francès, que s'ha autodefinit com a antisionista, antisemita i antijueu. Expresident de L'Œuvre Française (2012-13), ha estat el portaveu del Partit Nacionalista Francès des de 2015.

## Biografia
Yvan Benedetti va néixer el 16 de setembre de 1965 a La Reunió, fill d'un pare cors. Durant la seva joventut, va ser membre de l'organització Nouvelle Droite Europe-Jeunesse.
En els anys 1990 i 2000, va ser la mà dreta de Pierre Sidos, fundador i líder de L'Œuvre Française (L'Œuvre). Després de negociacions amb Sidos, Jean-Marie Le Pen va permetre que alguns militants de L'Œuvre, en particular Benedetti, integressin el FN el 2007. El 2011, Benedetti va dirigir la campanya electoral de Bruno Gollnisch per a la presidència del FN.
No obstant això, Benedetti va ser expulsat del partit el 2011 després de definir-se a si mateix com un "antisionista, antisemita i antijueu" en una entrevista. Benedetti, juntament amb l'activista nacionalista Alexandre Gabriac, va decidir establir "Jeunesses Nationalistes" en 2011 com el moviment juvenil i la branca activista de L'Œuvre Française, per a atreure als militants enganyats amb el nou lideratge del FN. A l'any següent, Pierre Sidos, que llavors tenia 85 anys, va deixar la presidència de L'Œuvre després de 44 anys en el càrrec, succeït per Benedetti.
L'Œuvre Française es va dissoldre el 23 de juliol de 2013 després de l'emissió d'un decret oficial del llavors Ministre de l'Interior, Manuel Valls. La prohibició es va produir en un context de violència de carrer per part de grups revolucionaris d'extrema dreta, i va seguir la mort d'un activista d'extrema esquerra en una baralla que va involucrar a una altra associació nacionalista, dirigida per Serge Ayoub. Valls va justificar la dissolució denunciant a L'Œuvre com un grup "organitzat com una milícia privada gràcies als camps d'entrenament paramilitars". Va afegir a més que l'associació havia estat "difonent una ideologia xenòfoba i antisemita, difonent tesis racistes i negadores de l'Holocaust, exaltant la col·laboració amb els nazis i el règim de Vichy, rendint tribut regular a Pétain, Brasillach o Maurras".
Al setembre de 2015, Benedetti va fer una crida per a unir-se al Partit Nacionalista Francès, del qual és el portaveu. El moviment s'havia establert el 1983 i reactivat a principis de 2015 per a fer front a la dissolució de diversos grups d'extrema dreta el 2013.
Després de la mort de Robert Faurisson a l'octubre de 2018, va descriure al negacionista de l'Holocaust com un "senyor modern que va marcar la segona meitat del segle XX".
A finals de 2018, va participar en el moviment de les armilles grogues; els mitjans de comunicació van notar la seva presència durant un altercat amb un equip de periodistes.
El juny de 2019, Yvan Benedetti va ser condemnat a una sentència de 8 mesos de presó suspesa per "recrear una organització dissolta", ja que L'Œuvre va continuar operant durant diversos mesos després de la dissolució.
L'octubre de 2019, va intimidar als periodistes durant una marxa anti-RA a París per a evitar que entrevistessin els manifestants, i va participar en la degradació dels seus equips, inclosa una cambra.
El 23 d'octubre de 2021, va presentar la seva candidatura a les eleccions presidencials de 2022.
Durant la invasió russa d'Ucraïna el 2022, Yvan Benedetti va mostrar el seu suport al bàndol rus i va denunciar la responsabilitat de l'OTAN en aquest conflicte.